# The Stage (canção)
"The Stage" é uma canção da banda de heavy-metal Avenged Sevenfold e o primeiro single do seu sétimo álbum de estúdio The Stage (primeiro álbum com a participação do baterista Brooks Wackerman). A música foi disponibilizada em várias plataformas de streaming no dia 13 de Outubro de 2016 e ganhou um videoclipe no mesmo dia. É o primeiro trabalho da banda com a nova gravadora, Capitol Records.

## Histórico
Em fevereiro de 2016 M. Shadows anunciou que o grupo tinha entrado em estúdio para compor o sucessor de Hail To The King e em abril do mesmo ano a banda liberou em seu canal no Youtube uma pequena prévia do que estaria por vir no novo álbum.
Houve alguns rumores que o single iria ser liberado no dia 15 de outubro, porém de surpresa a canção foi liberada alguns dias antes no dia 13, pegando a maioria dos fãs de surpresa.
O single teve uma boa recepção tanto pelos críticos como pelos fãs e alcançou em sua primeira semana após lançamento o sétimo lugar no ranking mundial do Spotify e a décima posição no ranking Rock Music da Billboard.

## Videoclipe
No mesmo dia do lançamento da música, foi lançado em seu canal com a Vevo. O vídeo mostra um teatro de marionetes que narram as maiores guerras que a humanidade travou consigo própria.

## Créditos

### Banda
- M. Shadows – vocal
- Zacky Vengeance – guitarra rítmica
- Synyster Gates – guitarra solo, guitarra acústica
- Johnny Christ – baixo
- Brooks Wackerman – bateria

### Músicos Convidados
- Jason Freese – teclados